# Nepocià d'Astúries
Nepocià d'Astúries (en llatí Nepotianus). Usurpador del Tron d'Astúries el 842.
Fou comes palatii en la cort del rei Alfons II el Cast. De filiació desconeguda, és citat en les cròniques com cognatus regis, que la major part dels investigadors interpreten, no com cunyat del rei, si no més bé parent consanguini. Atès que li van donar suport asturs i vascons, s'ha apuntat que podria ser parent d'Alfons II per part de sa mare, la vascona Múnia. De vegades s'ha identificat amb un Nepocià que apareix en una carta del rei Silo, però això el convertiria en octogenari en el moment de la lluita pel tron.
A la mort d'Alfons II, aprofitant l'absència de Ramir I, es va rebel·lar per la corona. Amb tropes asturs i vascones, es va enfrontar contra les tropes gallegues de Ramir I a Cornellana, al costat del riu Narcea. L'exèrcit de Nepocià va ser derrotat.
Nepocià va ser capturat, cegat i tancat en un convent de localització desconeguda.
Més tard Ramir canviaria el sistema electiu de successió, pel patrilineal, impedint que les faccions de nobles pogueren desplaçar del poder la seva família.